# Machine Head (album)
Pour les articles homonymes, voir Machine Head.
Albums de Deep Purple
Fireball
(1971) Made in Japan
(1972)
Singles
1. Never Before
Sortie : 18 mars 1972
2. Highway Star
Sortie : septembre 1972
3. Smoke on the Water
Sortie : mai 1973

Machine Head est le sixième album studio du groupe de hard rock britannique Deep Purple. Il sort le 25 mars 1972 sur le propre label du groupe, Purple Records et est produit par le groupe. Cet album contient la plus célèbre chanson de Deep Purple, Smoke on the Water.

## Historique

### Contexte
En 1971, Deep Purple est en tournée depuis deux ans et enregistre ses albums studio précédents, tels que In Rock (1970) et Fireball (1971), entre plusieurs concerts. Le groupe estime que les précédents travaux en studio ne sonnent pas aussi bien que leurs performances live et souhaite enregistrer dans un environnement de concert. Pour certaines sessions de Fireball, le batteur Ian Paice avait par exemple enregistré ses partitions dans les couloirs du studio, estimant que cela sonnait mieux ainsi, et il souhaite trouver un environnement d'enregistrement alternatif loin d'un studio insonorisé typique. Deep Purple reçoit alors le conseil d'enregistrer en dehors du Royaume-Uni afin de payer moins d'impôts sur le revenu.
Le groupe effectue une tournée au Royaume-Uni de septembre à octobre 1971, et présente en avant-première de nouveaux morceaux qui seront publiés sur Machine Head. Deep Purple entame ensuite une tournée aux États-Unis, qui est finalement annulée après deux concerts, le chanteur Ian Gillan ayant contracté une hépatite. De son côté, le guitariste Ritchie Blackmore commence à penser à éventuellement travailler en solo, et Deep Purple dans son ensemble se réjouit de disposer d'un bloc de temps dédié à l'enregistrement, loin de la pression des tournées,.
Deep Purple prévoit alors d'enregistrer Machine Head au Casino de Montreux en Suisse en décembre 1971 et ils y réservent le studio mobile Rolling Stones et un hôtel. Le casino est alors une grande aréna contenant plusieurs installations de divertissement. Le groupe s'y est produit en mai 1971, et s'est lié d'amitié avec Claude Nobs, le fondateur et directeur général du Montreux Jazz Festival. Led Zeppelin, Pink Floyd et Black Sabbath, entre autres, se sont tous produits au casino, qui ferme pour des travaux de rénovation chaque hiver, ce qui permet de l'utiliser comme lieu d'enregistrement. Deep Purple y arrive le 3 décembre 1971. Après un dernier concert, ils ont la possibilité d'avoir l'endroit pour eux. En retour, le groupe a proposé de livrer un concert au casino, profitant au passage pour faire un double album, moitié live, moitié studio.

### Enregistrement
Le concert de Zappa tourne au désastre lorsqu'un fan utilise un pistolet de détresse et met le feu à la salle de spectacle. Les musiciens de Deep Purple sont dans la salle et ont le temps d'évacuer les lieux en compagnie de tous les autres spectateurs. Le bâtiment brûle complètement, ruinant ainsi les plans du groupe. Heureusement, deux de leur roadies ont la présence d'esprit d'éloigner le camion contenant le studio mobile hors de portée de l'incendie. Dans un premier temps, Claude Nobs les installe dans le « Pavillon » mais les riverains se plaignent du bruit et le groupe est dans l'obligation de se trouver un nouveau lieu. Ils ont des propositions diverses comme un abri antiatomique, une cave à vin, ou un château dans les montagnes avoisinantes mais Claude Nobs leur propose le Grand Hôtel de Territet, un hôtel fermé pendant l'hiver. Le groupe s'y installe, le studio mobile est garé devant l'hôtel ; les couloirs et les pièces où le groupe enregistre sont calfeutrés avec des matelas et des couvertures pour trouver une bonne acoustique. Les titres qui composent cet album sont enregistrés en moins de trois semaines entre le 6 et le 21 décembre 1971, le groupe profitant pleinement de son temps pour enregistrer, n'ayant aucune contrainte d'horaires. Le groupe enregistre huit chansons, mais When a Blind Man Cries n'est pas intégrée à l'album ; elle sort en face B du single Never Before et figure sur la réédition du 25e anniversaire de l'album. Cette chanson, ainsi que Pictures of Home qui est au contraire intégrée à l'album, comptent par la suite parmi les titres que Blackmore écarte toujours.
L'album original ressort en 2012 pour en fêter le 40e anniversaire, avec la totalité des titres enregistrés lors des sessions du moment, le dernier étant When a Blind Man Cries.

### Smoke on the Water
Cette chanson, qui deviendra un tube planétaire, est inspirée par l'incendie qui ravagea le Casino. Le riff est travaillé le premier jour lors du test de son alors que le groupe est installé au pavillon. Un ou deux jours après l'incendie, Roger Glover se réveille un matin en prononçant les mots « Smoke on the Water », une image de la fumée se dissipant sur le lac Léman trottant dans sa tête depuis l'incendie. Il en parle à Ian Gillan qui écrit les paroles de la chanson avant que le projet ne soit abandonné, le titre évoquant trop une chanson sur la drogue. Peu avant de quitter le lieu de l'enregistrement, l'ingénieur du son, Martin Birch fait remarquer au groupe qu'il manque sept minutes d'enregistrement pour conclure l'album. Le groupe décide donc de reprendre le travail sur la chanson Smoke on the Water et de l'intégrer à l'album.

### Réception
L'album se classe à la première place des charts britanniques, mais aussi allemands, canadiens et australiens. En France, il atteint également la première place, se vendant à plus de 320 600 exemplaires et étant certifié double disque d'or.
Aux États-Unis il se classe à la septième place du Billboard 200, chart dans lequel il reste classé pendant plus de deux ans (118 semaines). Il y est certifié double disque de platine en octobre 1986 pour plus de 2 000 000 d'exemplaires vendus.

## Titres
Toutes les chansons sont signées par Ritchie Blackmore, Ian Gillan, Roger Glover, Jon Lord et Ian Paice.

### Album original

#### Face 1
1. Highway Star - 6:05
2. Maybe I'm a Leo - 4:51
3. Pictures of Home - 5:03
4. Never Before - 3:56

#### Face 2
1. Smoke on the Water - 5:40
2. Lazy - 7:19
3. Space Truckin' - 4:31

### Réédition de 1997

#### Disque 1- The 1997 Remixes
1. Highway Star - 6:39
2. Maybe I'm a Leo - 5:25
3. Pictures of Home - 5:21
4. Never Before - 3:59
5. Smoke on the Water - 6:16
6. Lazy - 7:33
7. Space Truckin - 4:52
8. When a Blind Man Cries - 3:33

#### Disque 2 - Original Remasters
1. Highway Star - 6:08
2. Maybe I'm a Leo - 4:52
3. Pictures of Home - 5:08
4. Never Before - 4:00
5. Smoke on the Water - 5:42
6. Lazy - 7:24
7. Space Truckin'  - 4:35
8. When a Blind Man Cries - 3:32 Face B du single Never Before.
9. Maybe I'm a Leo - 5:00 Mix quadriphonique.
10. Lazy - 6:57 Mix quadriphonique.

### Réédition de 2003
Il s'agit d'un Super Audio CD stéréo et multicanal hybride, par conséquent lisible sur toute platine Compact Disc ordinaire. Le mixage multicanal respecte l'enregistrement quadriphonique sur l'ensemble de l'album et des titres bonus.
1. Highway Star - 6:39
2. Maybe I'm a Leo - 5:25
3. Pictures of Home - 5:21
4. Never Before - 3:59
5. Smoke on the Water - 6:18
6. Lazy - 7:33
7. Space Truckin'  - 4:52
8. Lazy - 7:24 Autre mix.
9. When a Blind Man Cries - 3:33

## Musiciens
- Ian Gillan : chant, harmonica
- Ritchie Blackmore : guitare
- Roger Glover : basse
- Ian Paice : batterie, percussions
- Jon Lord : orgue Hammond B3, piano

## Charts et certifications
| Année | Pays         | Durée du classement | Meilleur classement |
| ----- | ------------ | ------------------- | ------------------- |
| 1972  | Allemagne    | 11 semaines         | 1er                 |
| 1972  | Australie    | 34 semaines         | 1er                 |
| 1972  | France       | 54 semaines         | 1er                 |
| 1972  | Italie       | -                   | 4e                  |
| 1972  | Norvège      | 24 semaines         | 3e                  |
| 1972  | Pays-Bas     | 9 semaines          | 2e                  |
| 1972  | Royaume-Uni  | 25 semaines         | 1er                 |
| 1973  | Autriche     | 16 semaines         | 4e                  |
| 1973  | Canada       | 40 semaines         | 1er                 |
| 1973  | États-Unis   | 118 semaines        | 7e                  |
| 2004  | Suède        | 1 semaine           | 59e                 |
| 2010  | Finlande     | 3 semaines          | 20e                 |
| 2010  | Italie       | 19 semaines         | 50e                 |
| 2012  | Belgique (W) | 2 semaines          | 131e                |
| 2012  | Belgique (V) | 1 semaine           | 168e                |

| Pays        | Certification | Ventes      | Date       |
| ----------- | ------------- | ----------- | ---------- |
| États-Unis  | 2 × Platine   | 2 000 000 + | 13/10/1986 |
| France      | 2 × Or        | 320 000 +   | 1996       |
| Italie      | Or            | 25 000 +    | 2017       |
| Royaume-Uni | Or            | 100 000 +   | 01/06/1974 |

### Charts & certification singles
Charts
| Année | Single             | Chart                 | durée du classement | Position |
| ----- | ------------------ | --------------------- | ------------------- | -------- |
| 1972  | Never Before       | Single Top 100        | 13 semaines         | 20e      |
| 1972  | Never Before       | (W) Ultratop          | 3 semaines          | 45e      |
| 1972  | Never Before       | Swiss Singles Top 75  | 10 semaines         | 4e       |
| 1972  | Never Before       | UK Singles Chart      | 6 semaines          | 35e      |
| 1972  | Highway Star       | Top 100               | 22 semaines         | 30e      |
| 1973  | Smoke on the Water | Singles Top 100       | 15 semaines         | 20e      |
| 1973  | Smoke on the Water | Ö3 Austria Top 40     | 16 semaines         | 11e      |
| 1973  | Smoke on the Water | (V) Ultratop          | 4 semaines          | 27e      |
| 1973  | Smoke on the Water | (W) Ultratop          | 6 semaines          | 33e      |
| 1973  | Smoke on the Water | RPM100 Singles        | 20 semaines         | 2e       |
| 1973  | Smoke on the Water | The Billboard Hot 100 | 16 semaines         | 4e       |
| 1973  | Smoke on the Water | Hit-Parade            | 9 semaines          | 64e      |
| 1973  | Smoke on the Water | Dutch MegaCharts      | 5 semaines          | 11e      |
| 1977  | Smoke on the Water | UK Singles Chart      | 7 semaines          | 21e      |

Certifications
| Pays        | Single             | Certification | Ventes    | Date       |
| ----------- | ------------------ | ------------- | --------- | ---------- |
| États-Unis  | Smoke on the Water | Or            | 500 000 + | 28/08/1973 |
| Italie      | Smoke on the Water | Or            | 35 000 +  | 2014       |
| Royaume-Uni | Smoke on the Water | Argent        | 200 000 + | 11/11/2017 |